# Tổ Hiếu Tôn
Tổ Hiếu Tôn (tiếng Trung: 祖孝孙) là một nhạc sĩ Trung Quốc dưới thời nhà Tùy và nhà Đường. Dưới triều Khai Hoàng (581–600), Tùy Văn Đế, ông được phong làm Hiệp luật lang (协律郎), đảm nhiệm việc chơi nhạc lễ. Sau khi nhà Đường thành lập, Tổ Hiếu Tôn giữ chức vụ trữ tác lang (著作郎), lại bộ lang (吏部郎) và thái thường thiếu khanh (太常少卿).
Tất cả các tác phẩm của Tổ Hiếu Tôn về thang âm lên dây đàn đã bị thất lạc, chỉ có một số tóm tắt về lý thuyết của ông được ghi lại trong Âm nhạc chí (音乐志) và Lễ nhạc chí (礼乐志).